# Belles zauberhafte Welt
Belles zauberhafte Welt (Originaltitel: Belleʼs Magical World) ist nach Die Schöne und das Biest – Weihnachtszauber der dritte Film der Die Schöne und das Biest-Trilogie der Walt Disney Company und erschien im Jahr 1998. Regie führten Bob Kline, Burt Medall, Barbara Dourmashkin, Cullen Blaine, Daniel de la Vega und Mitch Rochon.

## Inhalt
Der Film bestand anfangs aus drei Einzelgeschichten, später kam eine vierte hinzu.
Das kleine Zauberwort
Ein romantisches Essen Belles mit dem Biest geht schief, sodass beide nicht mehr miteinander sprechen wollen, keiner will Fehler eingestehen. Daraufhin schreiben drei Gegenstände des verwunschenen Schlosses einen Entschuldigungsbrief vom Biest an Belle, worauf sich beide versöhnen. Als das Biest jedoch herausfindet, dass dies aufgrund eines gefälschten Briefs geschah, will er die drei Gegenstände aus dem Schloss verbannen. Doch Belle kann ihn dazu überreden, ihnen zu vergeben, da sie gute Absichten hatten.
Fifis falscher Verdacht
Der Leuchter Lumiere will den fünften Jahrestag seines ersten Dates mit Fifi vorbereiten und bittet daher Belle um Hilfe. Doch Fifi versteht das falsch und wird eifersüchtig auf Belle.
Frei wie ein Vogel
Da sie sich um einen verletzten Vogel kümmert, kann Belle nicht zu einem Essen mit dem Biest erscheinen. Dieser ist erzürnt darüber, doch kann Belle ihn dazu bringen, es zu akzeptieren.
Außerdem erschien in einer weiteren Veröffentlichung die Geschichte Madame Pottines Party (im Original: Mrs. Pottsʼ Party), in der Madame Pottine durch eine Party von ihrer Melancholie erlöst werden soll, welche durch schlechtes Wetter ausgelöst wurde.

## Synchronisation
| Rolle           | Englischer Sprecher | Deutscher Sprecher                       |
| Belle           | Paige O’Hara        | Jana Werner                              |
| Biest           | Robby Benson        | Matthias Freihof                         |
| Lumiere         | Jerry Orbach        | Joachim Kemmer                           |
| Mdm. Kommode    | Jo Anne Worley      | Christel Merian                          |
| Mrs. Potts      | Angela Lansbury     | Ingeborg Wellmann Sonja Deutsch (Gesang) |
| Staubwedel Fifi | Kimmy Robertson     | Dorette Hugo                             |
| Tassilo         | Haley Joel Osment   | Constantin von Jascheroff                |
| Von Unruh       | David Ogden Stiers  | Roland Hemmo Wolfgang Ostberg (Gesang)   |
| Briefpapier     | (N. N.)             | Freimut Götsch                           |
| Kronleuchter    | (N. N.)             | Evelyn Gressmann                         |
| Lexikon         | (N. N.)             | Jürgen Kluckert                          |
| Schreibfeder    | (N. N.)             | Santiago Ziesmer                         |
| Erzähler        | (N. N.)             | Friedrich Schoenfelder                   |

## Veröffentlichung
In den USA erschien der Film erstmals im Februar 1998 auf VHS. Im Februar 2003 folgte eine Special Edition auf VHS und DVD, die zusätzlich die Geschichte Mrs. Pottsʼ Party enthält und so 22 Minuten länger ist. Im November 2011 erschien im Rahmen der Neuveröffentlichung von Die Schöne und das Biest auch eine weitere Special Edition-DVD dieses Films. Mrs. Pottsʼ Party wurde in den USA erstmals im Februar 1999 als Teil des Videofilms Belle's Tales of Friendship veröffentlicht, der in Deutschland bisher nicht erschienen ist.
In Deutschland erschien die Produktion zunächst im Februar 2000 auf VHS. Im April 2003 folgte auch hier eine DVD-Veröffentlichung mit der zusätzlichen Geschichte unter dem deutschen Titel Madame Pottines Party. Im November 2010 wurde eine DVD-Neuauflage als Special Edition veröffentlicht. Zwischen 2011 und 2018 wurde die ursprüngliche Fassung mit drei Geschichten von diversen Free- und Pay-TV-Kanälen im Fernsehen ausgestrahlt. Madame Pottines Party ist als Einzelfilm auch auf der im Oktober 2004 erschienenen DVD Princess Party – Feiern wie eine Prinzessin enthalten.